# ونتیکنو
ونتیکنو (به ایتالیایی: Venticano) یک کومونه در ایتالیا است که در استان آولینو واقع شده‌است.

## خصوصیات
ونتیکنو ۱۴ کیلومتر مربع مساحت و ۲٬۶۲۷ نفر جمعیت دارد و ۳۷۵ متر بالاتر از سطح دریا واقع شده‌است.

## خواهرخوانده
شهر فرارا خواهرخواندهٔ ونتیکنو هست.